# Flatbergiaceae
Flatbergiaceae é uma família monotípica de musgos da ordem Sphagnales cujo único género extante é Flatbergium, um género monoespecífico tendo Flatbergium sericeum como única espécie. Originalmente descrita como uma espécie do género Sphagnum, é agora considerada como parte de um género e família separados com base nas diferenças genéticas. O fóssil do Ordoviciano atribuído ao género Dollyphyton também foi atribuído a esta família.

## References
1. 1 2 3  Shaw, A. Jonathan; Cox, Cymon J.; Buck, William R.; Devos, Nicolas; Buchanan, Alex M.; Cave, Lynette; Seppelt, Rodney; Shaw, Blanka; Larraín, Juan; Andrus, Richard; Greilhuber, Johann; Temsch, Eva M. (2010). «Newly resolved relationships in an early land plant lineage: Bryophyta class Sphagnopsida (peat mosses)» (PDF). American Journal of Botany. 97 (9): 1511–1531. PMID 21616905. doi:10.3732/ajb.1000055. hdl:10161/4194